# Вайті Балджер
Джеймс Джозеф «Вайті» (Білявий) Балджер (англ. James Joseph "Whitey" Bulger; 3 вересня 1929, Дорчестер, США — 30 жовтня 2018, тюрма в Газелтоні,  Західна Вірджинія) — американський злочинець. Лідер кримінального угруповання «Winter Hill» (1970—1980-ті роки). Доведена причетність Вайті до 19 вбивств. Був інформатором ФБР.

## Життєпис
Джеймс Джозеф Балджер-молодший, більш відомий як Вайті Балджер, народився 9 вересня 1929 року в Дорчестері, штат Массачусетс. Його батько, Джеймс Джозеф Балджер, походив з Гарбор-Ґрейс, Ньюфаунленд, працював вантажником, свого часу втратив руку, і разом з дружиною Джейн Веронікою Маккарті вони ледь зводили кінці з кінцями. Всього в родині було троє дітей. 

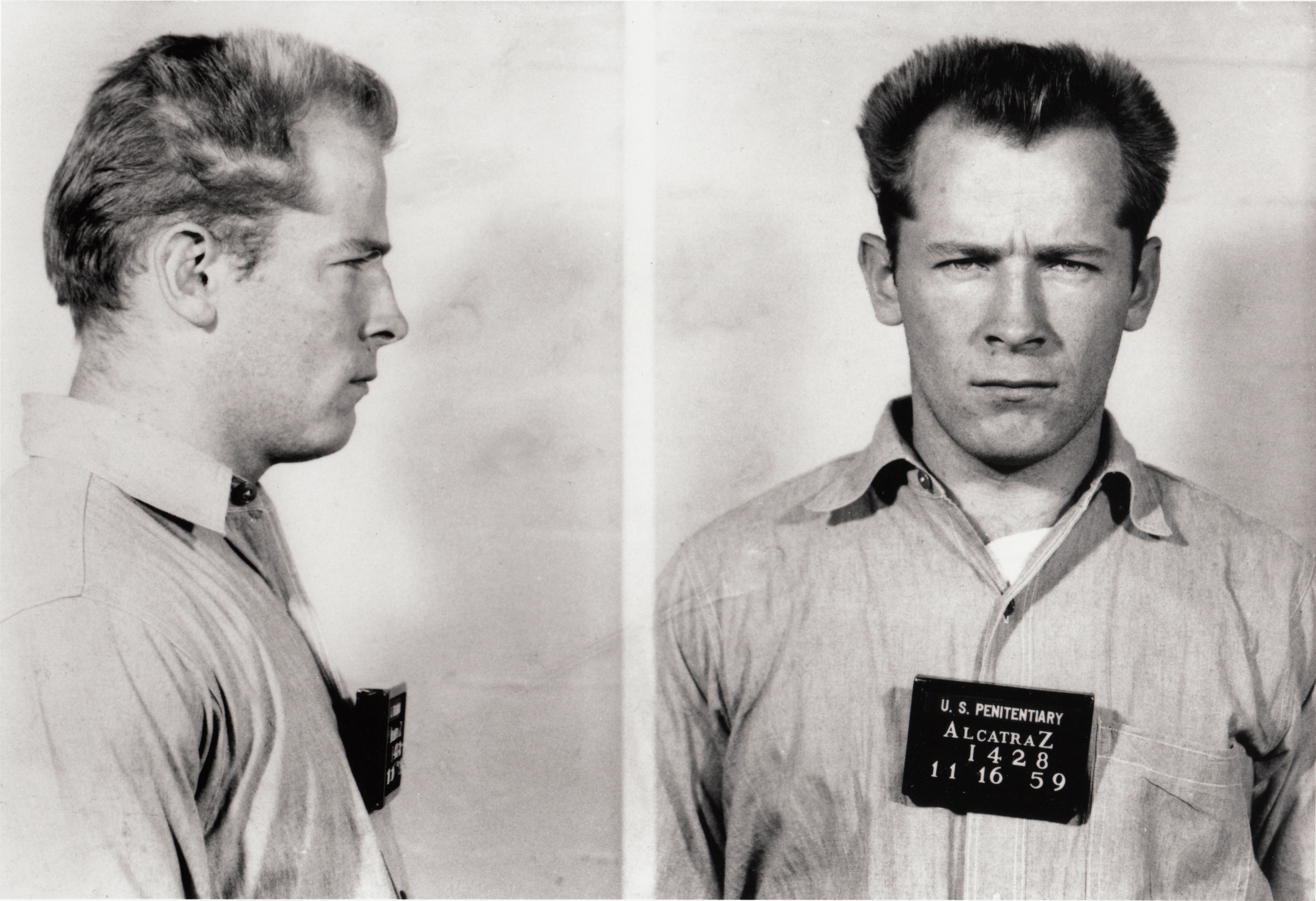
Вайті Балджер, в'язниця Алькатрас, 1959

Старший, Джеймс, віддавав перевагу життю на вулиці, в той час як його молодші брати прекрасно вчилися у школі. Взагалі, він з дитинства був не домашньою дитиною, вже у віці 10 років вперше втікши з дому.
У перший раз Джеймс був заарештований у віці 14 років за крадіжку. Це був 1943 рік, і на той час він уже входив у вуличну банду, відому як «Shamrocks». Його засудили за збройний напад та пограбування і як неповнолітнього засудили до виправного терміну.
Звільнившись у 1948 році, Балджер пішов служити в армію, вступивши у ВПС США. Незважаючи на те, що під час служби його кілька разів карали, він все ж дослужився до кінця і у 1952 році повернувся в Массачусетс.
У 1950-х він знову опинився за ґратами, цього разу — за збройне пограбування з захопленням заручників.
Після звільнення почавши працювати двірником, Балджер згодом перекваліфікувався у будівельники, однак в 1970-х він знову вів злочинне життя.
До кінця 1970-х банда, в якій перебував Балджер, просто перевершила себе за кількістю скоєних вбивств у Бостоні. Джеймса знали як Вайті (Білявий), за його світле волосся, і, кажуть, сам він терпіти не міг це прізвисько.
Коли у 1979 році ватажок банди відправився до в'язниці, Вайті Балджер став новим лідером угруповання. Протягом наступних 16 років саме під його контролем знаходилась досить значна частина торгівлі наркотиками у Бостоні, він також стежив за тоталізатором, займався лихварством. Роки його правління ознаменувалися 18 вбивствами.
Навесні 1994 року проти Балджера розпочалось справжнє велике розслідування, і у 1995 році йому були пред'явлені звинувачення. Однак гангстерові вдалося втекти, і до арешту справа так і не дійшла. Вайті Балджер і його подруга Кетрін Ґрейґ перебували в бігах, і це тривало 16 років.
Арештований у червні 2011 року в місті Санта-Моніка, штат Каліфорнія. Балджер і Ґрейґ були екстрадовані у Массачусетс і взяті під посилену охорону федеральною владою.
У серпні 2013 визнано винним у 11 вбивствах і десятках інших злочинів, багато з яких були вчинені, коли він, імовірно, був інформатором ФБР. Убитий в'язнями тюрми в Газелтоні (англ. United States Penitentiary, Hazelton), округ Престон, Західна Вірджинія, 30 жовтня 2018 року, через кілька годин після прибуття до виправного закладу за рішенням суду.

## Співпраця з ФБР
Ніхто, навіть його найближчі друзі, не знали, що Балджер був інформатором ФБР. Цим, можливо й пояснювався той факт, що конкурентів у Вайті згодом майже не залишилося — влада пересаджала багатьох серйозних бандитів.
Пізніше владі та ФБР довелося звітувати перед обуреною громадськістю, коли інформація про те, що гангстер працював на ФБР, просочилася у ЗМІ.

## У масовій культурі
Вайті став прототипом головного героя фільму Мартіна Скорсезе «Відступники» (2006). Кінорежисер Скотт Купер 2015 року випустив біографічний фільм «Чорна меса» про життя Вайті Балджера, роль якого виконав актор Джонні Депп.

## Цікаві факти
«Вайті» — брат сенатора Вільяма Балджера.